# Grenade-sur-l'Adour
Grenade-sur-l'Adour is een gemeente in het Franse departement Landes (regio1 Nouvelle-Aquitaine). De plaats maakt deel uit van het arrondissement Mont-de-Marsan. Grenade-sur-l'Adour telde op 1 januari 2022 2.414 inwoners.
De plaats werd gesticht in 1322 als bastide. Ze bleef in Engelse handen tot 1442. Aan het centrale plein staan huizen uit de 14e en de 15e eeuw. Langsheen de Adour staan ook oude huizen die met hun terrassen uitkijken over de rivier en de brug.

## Geografie
De oppervlakte van Grenade-sur-l'Adour bedroeg op 1 januari 2022 19,72 vierkante kilometer; de bevolkingsdichtheid was toen 122,4 inwoners per km².

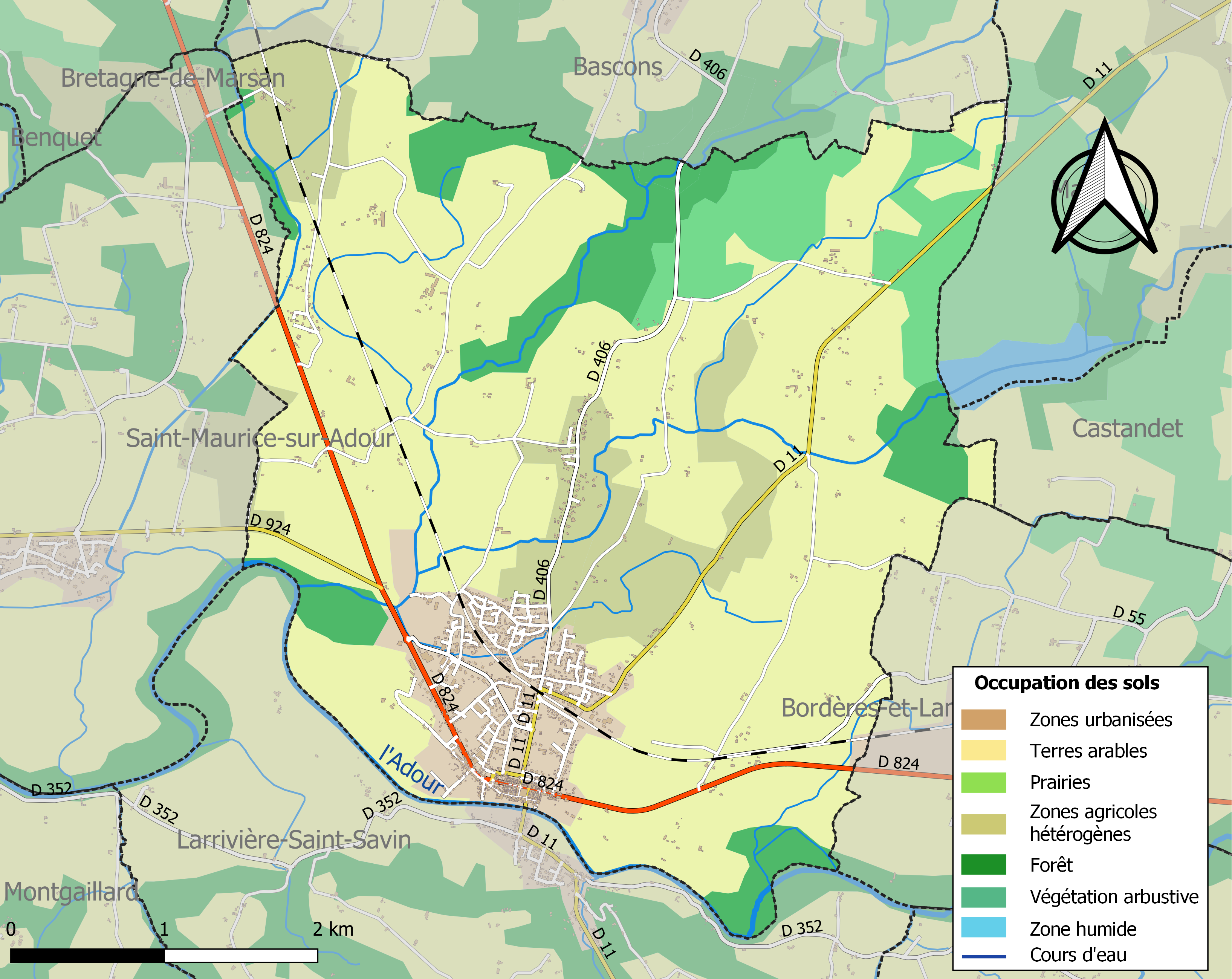
Kaart van de gemeente met de belangrijkste infrastructuur, bodemgebruik en omliggende gemeenten

## Demografie
Onderstaande figuur toont het verloop van het inwonertal (bron: INSEE-tellingen).